# Hassan Chalak
 (mai 2016).
Si vous disposez d'ouvrages ou d'articles de référence ou si vous connaissez des sites web de qualité traitant du thème abordé ici, merci de compléter l'article en donnant les références utiles à sa vérifiabilité et en les liant à la section « Notes et références ».
Hassan Chalak, né le 15 mai 1934 et mort le 17 mai 2005, est un magistrat et un homme politique libanais.

## Biographie
Il fut président du Conseil de la Fonction Publique, il est nommé en novembre 1998 ministre d’État à la Réforme administrative au sein du gouvernement de Salim El-Hoss.
Il entreprend une grande purge administrative visant à lutter contre la corruption. Néanmoins cette initiative sera vite instrumentalisée par le Président de la république Émile Lahoud et les services de renseignement libano-syriens pour s’en prendre spécifiquement aux partisans de Rafiq Hariri et Walid Joumblatt.[réf. nécessaire]
Hassan Chalak n’a pas eu le pouvoir de faire face à cette prise de contrôle de la part des hommes de Lahoud et décida alors de rester à l’ombre.[réf. nécessaire]
Retiré de la vie publique depuis sa sortie du gouvernement, il décède des suites d’un cancer en mai 2005.